# Ferencz Ambruș
Ferencz Ambruș (n. 2 martie 1930, Cluj, România)  este un fost boxer român la categoria super-ușoară. A concurat la Jocurile Olimpice de vară din 1952, dar a fost eliminat în al doilea meci. A câștigat două Campionate Naționale de Box Amator din România la categoria superușoară în 1948 și 1949.

## Distincții
- Medalia Muncii (19 noiembrie 1952) pentru rezultatele obținute la Jocurile Olimpice de vară de la Helsinski[4]

## Legături externe
- Materiale media legate de Ferencz Ambruș la Wikimedia Commons
- en Ferencz Ambruș la Olympedia.org